# Mort de Ma'Khia Bryant
Mort de Ma'Khia Bryant est une affaire d'homicide par balles par un policier dans l'exercice de ses fonctions.
Le 20 avril 2021, Nicholas Reardon, policier de la ville de Colombus, tire sur Ma'Khia Bryant, une adolescente afro-américaine, la blessant mortellement,,. D'après les images de la caméra-piéton du policier, l'on peut voir l'adolescente brandir un couteau en direction de deux autres filles, ce qui pousse Nicholas Reardon à tirer quatre coups de feu pour neutraliser Bryant. Elle est touchée au moins une fois et tombe. Les policiers sur place effectuent les gestes de premier secours et Ma'Khia est transportée à l'hôpital Mount Carmel Est  dans un état critique. Elle est déclarée morte quelque temps plus tard.
L'ensemble de la procédure conduit à l'ouverture d'une enquête.
Jugé par un Grand Jury le 11 mars 2022, Nicholas Reardon est acquitté, les jurés estimant qu'il s'agit d'un homicide justifiable. Le tir de Reardon empêche Ma'Khia de poignarder l'autre fille.
L'affaire se déroule une demi-heure avant que ne soit prononcé le verdict de culpabilité de Derek Chauvin. Des manifestations s'enclenchent à la suite de ces meurtres.

## Personnes impliquées

### Ma'Khia Bryant
Ma'Khia Bryant est une jeune afro-américaine de 16 ans issue d'une fratrie de cinq enfants. Elle vit à Columbus. En février 2019, elle et trois de ses frères quittent la maison de leur mère, Paula Bryant, pour vivre avec leur grand mère paternelle pendant 16 mois. Elle est ensuite placée en famille d'accueil avec sa soeur par le système Franklin County Children Services,. En Février 2021, elle rejoint sa sœur de 15 ans dans le foyer d'accueil privé où a lieu la fusillade.

### Nicolas Reardon
Nicholas Reardon est policier au sein de la division de police de Columbus depuis décembre 2019. Au moment de l'affaire, il a 23 ans.

## Contexte géographique
Le Comté de Franklin, où se déroulèrent les faits, a l'un des taux les plus élevés de tirs mortels par la police aux États-Unis.
Plusieurs policiers de Columbus avaient récemment été impliqués dans des fusillades mortelles controversées, notamment le meurtre en 2021 de Miles Jackson, 27 ans, dans une salle d'urgence, et la mort par balle en 2020 d'Andre Hill, 47 ans,.

## Déroulement des faits
Le 20 avril, à 16 h 45, des agents de la division de police de Columbus répondent un appel adressé au 911 pour signaler une agression à l'arme blanche dans un foyer d'accueil,.
L'agent Reardon arrive sur place. Les images de sa caméra-piéton montrent plusieurs personnes dans l'allée qui mène à la maison. Notamment, Ma'Khia Bryant, armée d'un couteau. Elle s'approche d'une jeune femme qui tombe à la renverse par terre. Ma'Khia Bryant se dirige ensuite vers une deuxième femme, qu'elle bloque contre une voiture, toujours avec le couteau à la main. On peut alors entendre l'officier Reardon lui ordonner à quatre reprises de se mettre par terre, avant de tirer quatre coups de feu, qui atteignent l'adolescente. Ma'Khia Bryant s'effondre. Les policiers présents tentent une RCR jusqu'à l'arrivée des urgences,,.
Elle est transportée à l'hôpital Mount Carmel Est. Son décès est constaté à 17h21 (heure locale).
La fusillade a lieu 20 minutes avant que le juge ne lise le verdict condamnant l'ancien policier Derek Chauvin pour le meurtre de George Floyd.

## Réactions

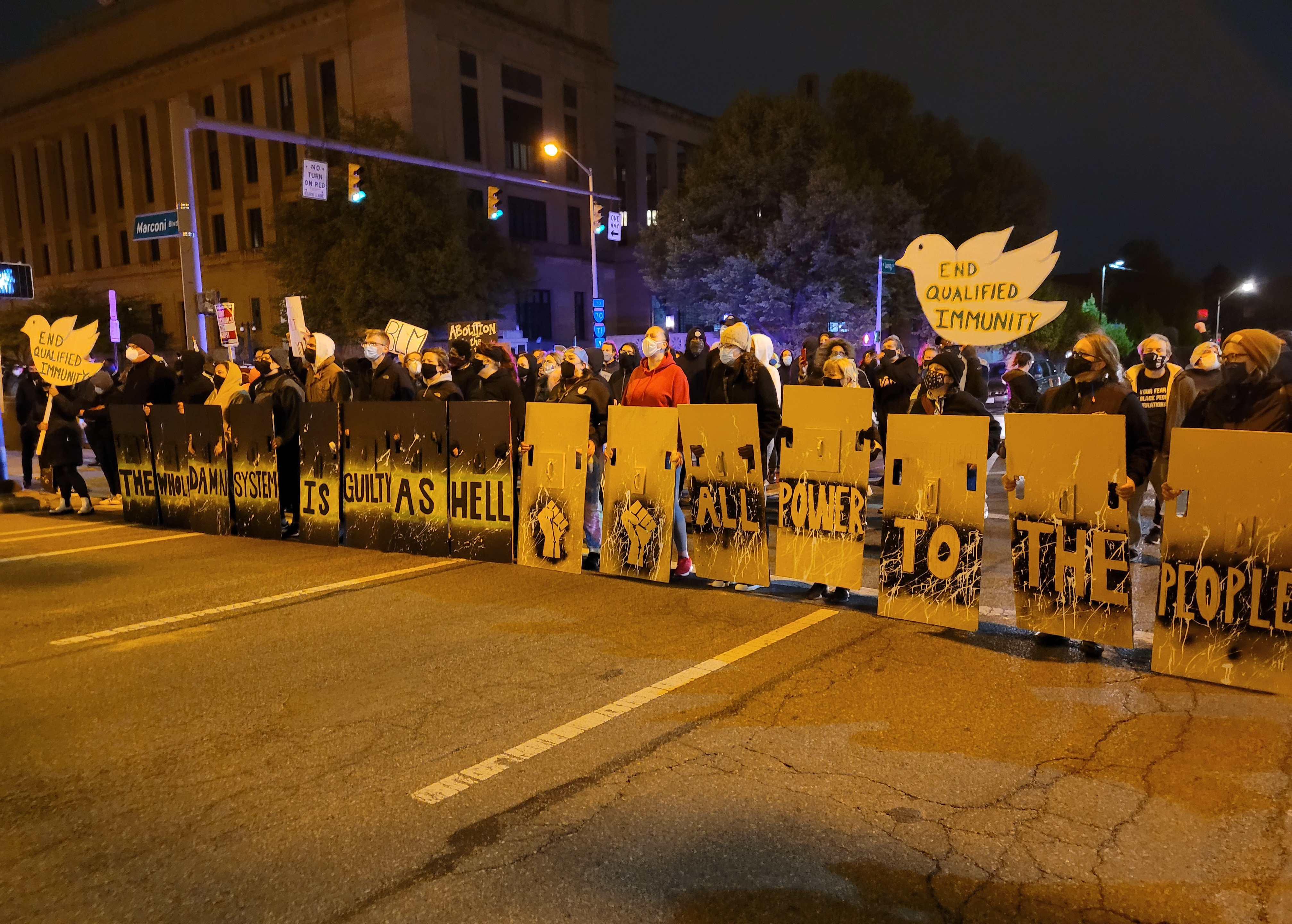
Manifestants au centre-ville de Columbus la nuit de l'incident.

Plus tard dans la soirée, le chef de la police par intérim, Michael Woods, tient une conférence de presse sur la fusillade. Il rappelle les directives ministérielles sur le recours à la force, qui autorisent à ouvrir le feu lorsqu'un individu est menacé. L'enquête sur la fusillade est transférée au Bureau d'enquête criminelle de l'Ohio. Andrew Ginther, le maire de Columbus, déclare que « sur la base de ces images, l'officier a pris des mesures pour protéger une autre jeune fille de notre communauté », qualifiant la fusillade de jour tragique. Lors d'une autre conférence de presse, Ginther dépeint la situation comme un « échec ».
Jen Psaki, la porte-parole de la Maison-Blanche, précise que le président Joe Biden suit la situation. Elle note les taux élevés de violence policière subie par les communautés noires et latino-américaines, ainsi que les vulnérabilités particulières des enfants placés en famille d'accueil, pour réaffirmer la lutte du gouvernement à l'encontre du « racisme systémique et des préjugés implicites ». Les sénateurs Cory Booker et Raphael Warnock appellent à réformer la police après ce décès supplémentaire. Le joueur de basket-ball LeBron James tweete une image tournée à Columbus accompagnée du hashtag #Accountability et de la légende « Vous êtes le suivant », en référence à la condamnation de Derek Chauvin. Après « une vague d'indignation et d'accusations », il supprime le tweet.
Une cinquantaine de manifestants se rassemblent au centre-ville de Columbus la nuit de la fusillade. D'autres marchent vers le quartier général de la police pour protester contre la fusillade.
Le 21 avril, le chef de la police, M. Woods, a tenu une autre conférence de presse, durant laquelle deux appels au 911 relatifs à la fusillade ont été diffusés. Une personne annonce lors du premier appel qu'une tentative de meurtre au couteau est en train de se dérouler. D'autres images de la caméra corporelle ont également été publiées, ainsi que celles enregistrées depuis la caméra située dans la voiture de police (dashcam).
À 14 heures, le 21 avril, 500 étudiants de l'Université d'État de l'Ohio manifestent entre leur établissement et le Capitole de l'Ohio, scandant « ⁣Black Lives Matter⁣ » (« Les vies des personnages noires comptent » en français) et « ⁣Say Her Name⁣ » (« Dites son nom » en français). Plus de 150 manifestants organisent une veillée pour Bryant suivie d'une marche vers le quartier général de la police de la division de Columbus plus tard dans la journée. À 21 h 30, un groupe de 200 à 250 manifestants défile vers le centre judiciaire de l'Ohio.
Sollicités, plusieurs experts en politiques de recours à la force ont jugé que les images de la caméra corporelle accréditaient un usage raisonnable de la force légalement justifié. Philip Stinson, professeur de justice pénale à la Bowling Green State University, et James Scanlon, vétéran du Chicago Police Department (CPD) qui intervient comme expert dans des procès, ont décrit l'ouverture du feu comme une réponse appropriée face à une menace meurtrière. Pour Philip Stinson, l'absence de tir aurait probablement entraîné des lésions corporelles graves ou la mort d'autres personnes. Geoffrey Alpert et Seth Stoughton, professeurs de criminologie et de justice pénale à l'Université de Caroline du Sud, ont également estimé à titre personnel que l'utilisation de la force meurtrière semblait appropriée.

## Enquête
Le 16 août 2021, le coroner du comté a déclaré qu'il s'agissait d'un homicide. L'affaire a été soumise à un grand jury qui, le 11 mars 2022, a refusé d'inculper l'agent Nicholas Reardon parce qu'il n'y avait pas de raison de croire qu'il ait commis un crime. L'affaire a ensuite été considérée comme un homicide justifiable : les procureurs notent que « selon la loi de l'Ohio, l'utilisation de la force meurtrière par un agent de police est justifiée lorsqu'il existe une menace immédiate ou imminente de mort ou de blessure corporelle grave pour l'agent ou pour une autre personne. ».